# 皮特兰猪
皮特兰猪是起源于比利时瓦隆尼亚地区的家猪品种。皮特兰猪的名称“Piétrain”来自比利时若多涅市的村庄皮耶特兰。
皮特兰猪在1950年至1951年生猪市场最困难的时期非常流行。1960年至1961年，皮特兰猪被引入德国。这一品种在德国主要分布在石勒苏益格-荷尔斯泰因、北莱茵-威斯特法伦、巴登-符腾堡。
2004年，列日大学对皮特兰猪进行改良并研究出应激综合症基因阴性的皮特兰猪。